# Freestyle-Skiing-Weltcup 1991/92
Die Saison 1991/92 war die 13. Saison des von der Fédération Internationale de Ski (FIS) veranstalteten Freestyle-Skiing-Weltcups. Sie begann am 2. Dezember 1991 in Tignes und endete am 14. März 1992 in Altenmarkt-Zauchensee. Ausgetragen wurden Wettbewerbe in den Disziplinen Aerials (Springen), Moguls (Buckelpiste), Ballett und in der Kombination.
Höhepunkt der Saison waren die Olympischen Winterspiele 1992 in Albertville, wo die Buckelpiste erstmals offiziell auf dem Programm stand. Die beiden anderen Disziplinen waren zum zweiten Mal nach 1988 als Demonstrationswettbewerbe vertreten.

## Männer

### Weltcupwertungen
| Rang | Name              | Punkte |
| ---- | ----------------- | ------ |
| 1.   | Trace Worthington | 51     |
| 2.   | Youri Gilg        | 33     |
| 3.   | David Belhumeur   | 33     |
| 4.   | Hugo Bonatti      | 33     |
| 5.   | Edgar Grospiron   | 25     |
| 6.   | Rune Kristiansen  | 24     |
| 7.   | Fabrice Becker    | 24     |
| 8.   | Lane Spina        | 24     |
| 9.   | Jean-Luc Brassard | 24     |
| 10.  | Philippe Laroche  | 24     |

| Rang | Name              | Punkte |
| ---- | ----------------- | ------ |
| 1.   | Philippe Laroche  | 189    |
| 2.   | Jean-Marc Bacquin | 186    |
| 3.   | Kris Feddersen    | 180    |
| 4.   | Didier Méda       | 177    |
| 5.   | Trace Worthington | 175    |
| 6.   | Eric Bergoust     | 171    |
| 7.   | Nicolas Fontaine  | 162    |
| 8.   | Ray Fuerst        | 147    |
| 9.   | Hugo Bonatti      | 131    |
| 10.  | Christian Rijavec | 125    |

| Rang | Name              | Punkte |
| ---- | ----------------- | ------ |
| 1.   | Edgar Grospiron   | 198    |
| 2.   | Jean-Luc Brassard | 189    |
| 3.   | Olivier Allamand  | 184    |
| 4.   | Nelson Carmichael | 176    |
| 5.   | Youri Gilg        | 162    |
| 6.   | John Smart        | 139    |
| 7.   | Leif Persson      | 124    |
| 8.   | Jörgen Pääjärvi   | 114    |
| 9.   | Christian Marcoux | 109    |
| 10.  | Chuck Martin      | 107    |

| Rang | Name              | Punkte |
| ---- | ----------------- | ------ |
| 1.   | Rune Kristiansen  | 195    |
| 2.   | Fabrice Becker    | 191    |
| 3.   | Lane Spina        | 190    |
| 4.   | Richard Pierce    | 185    |
| 5.   | Roberto Franco    | 172    |
| 6.   | Dave Walker       | 170    |
| 7.   | Armin Weiß        | 165    |
| 8.   | Heini Baumgartner | 161    |
| 9.   | Jeff Wintersteen  | 136    |
| 10.  | Craig Young       | 118    |

| Rang | Name                     | Punkte |
| ---- | ------------------------ | ------ |
| 1.   | Trace Worthington        | 120    |
| 2.   | David Belhumeur          | 110    |
| 3.   | Hugo Bonatti             | 107    |
| 4.   | Bernard Brandt           | 46     |
| 5.   | Éric Laboureix           | 43     |
| 6.   | Sergei Schuplezow        | 13     |
| 7.   | Darcy Downs              | 12     |
| 8.   | Nick Cleaver             | 11     |
| 8.   | Wolfgang Großteßner-Hain | 11     |

### Podestplätze

#### Moguls
| Datum             | Ort          | Disz. | 1. Platz          | 2. Platz          | 3. Platz          |
| ----------------- | ------------ | ----- | ----------------- | ----------------- | ----------------- |
| 2. Dezember 1991  | Tignes       | MO    | Olivier Allamand  | Jean-Luc Brassard | Edgar Grospiron   |
| 12. Dezember 1991 | Zermatt      | MO    | Jean-Luc Brassard | Edgar Grospiron   | Nelson Carmichael |
| 17. Dezember 1991 | Piancavallo  | MO    | Jörgen Pääjärvi   | Olivier Allamand  | Jean-Luc Brassard |
| 21. Dezember 1991 | Morzine      | MO    | Nelson Carmichael | Edgar Grospiron   | Jean-Luc Brassard |
| 11. Januar 1992   | Blackcomb    | MO    | Edgar Grospiron   | Nelson Carmichael | Chuck Martin      |
| 18. Januar 1992   | Breckenridge | MO    | Edgar Grospiron   | Youri Gilg        | Leif Persson      |
| 24. Januar 1992   | Lake Placid  | MO    | Nelson Carmichael | Jean-Luc Brassard | Lane Barrett      |
| 1. Februar 1992   | Oberjoch     | MO    | Edgar Grospiron   | Jean-Luc Brassard | Fredric Ericksson |
| 29. Februar 1992  | Inawashiro   | MO    | Edgar Grospiron   | Nelson Carmichael | Olivier Allamand  |
| 7. März 1992      | Madarao      | MO    | Edgar Grospiron   | Nelson Carmichael | Jean-Luc Brassard |
| 13. März 1992     | Zauchensee   | MO    | Edgar Grospiron   | Olivier Allamand  | Jean-Luc Brassard |

#### Aerials
| Datum             | Ort          | Disz. | 1. Platz          | 2. Platz          | 3. Platz          |
| ----------------- | ------------ | ----- | ----------------- | ----------------- | ----------------- |
| 7. Dezember 1991  | Tignes       | AE    | Jean-Marc Bacquin | Philippe Laroche  | Sébastien Foucras |
| 11. Dezember 1991 | Zermatt      | AE    | Trace Worthington | Eric Bergoust     | Philippe Laroche  |
| 15. Dezember 1991 | Piancavallo  | AE    | Philippe Laroche  | Didier Méda       | Jean-Marc Bacquin |
| 12. Januar 1992   | Blackcomb    | AE    | Philippe Laroche  | Trace Worthington | Kris Feddersen    |
| 19. Januar 1992   | Breckenridge | AE    | Eric Bergoust     | Didier Méda       | Kris Feddersen    |
| 25. Januar 1992   | Lake Placid  | AE    | Philippe Laroche  | Kris Feddersen    | Trace Worthington |
| 2. Februar 1992   | Oberjoch     | AE    | Philippe Laroche  | Jean-Marc Bacquin | Nicolas Fontaine  |
| 1. März 1992      | Inawashiro   | AE    | Jean-Marc Bacquin | Didier Méda       | Kris Feddersen    |
| 5. März 1992      | Madarao      | AE    | Trace Worthington | Nicolas Fontaine  | Jean-Marc Bacquin |
| 8. März 1992      | Madarao      | AE    | Didier Méda       | Nicolas Fontaine  | Dave Valenti      |
| 14. März 1992     | Zauchensee   | AE    | Jean-Marc Bacquin | Kris Feddersen    | Philippe Laroche  |

#### Ballett
| Datum             | Ort          | Disz. | 1. Platz         | 2. Platz         | 3. Platz         |
| ----------------- | ------------ | ----- | ---------------- | ---------------- | ---------------- |
| 5. Dezember 1991  | Tignes       | AC    | Rune Kristiansen | Roberto Franco   | Richard Pierce   |
| 10. Dezember 1991 | Zermatt      | AC    | Lane Spina       | Rune Kristiansen | Roberto Franco   |
| 16. Dezember 1991 | Piancavallo  | AC    | Rune Kristiansen | Richard Pierce   | Lane Spina       |
| 10. Januar 1992   | Blackcomb    | AC    | Lane Spina       | Richard Pierce   | Fabrice Becker   |
| 16. Januar 1992   | Breckenridge | AC    | Rune Kristiansen | Youri Gilg       | Lane Spina       |
| 17. Januar 1992   | Breckenridge | AC    | Fabrice Becker   | Rune Kristiansen | Lane Spina       |
| 23. Januar 1992   | Lake Placid  | AC    | Lane Spina       | Fabrice Becker   | Richard Pierce   |
| 31. Januar 1992   | Oberjoch     | AC    | Fabrice Becker   | Richard Pierce   | Rune Kristiansen |
| 28. Februar 1992  | Inawashiro   | AC    | Fabrice Becker   | Rune Kristiansen | Armin Weiß       |
| 6. März 1992      | Madarao      | AC    | Rune Kristiansen | Lane Spina       | Fabrice Becker   |
| 12. März 1992     | Zauchensee   | AC    | Fabrice Becker   | Richard Pierce   | Dave Walker      |

#### Kombination
| Datum             | Ort          | Disz. | 1. Platz          | 2. Platz          | 3. Platz          |
| ----------------- | ------------ | ----- | ----------------- | ----------------- | ----------------- |
| 7. Dezember 1991  | Tignes       | CO    | Éric Laboureix    | Trace Worthington | Hugo Bonatti      |
| 12. Dezember 1991 | Zermatt      | CO    | Trace Worthington | Éric Laboureix    | David Belhumeur   |
| 17. Dezember 1991 | Piancavallo  | CO    | Trace Worthington | Éric Laboureix    | Hugo Bonatti      |
| 12. Januar 1992   | Blackcomb    | CO    | Trace Worthington | Hugo Bonatti      | David Belhumeur   |
| 19. Januar 1992   | Breckenridge | CO    | Trace Worthington | David Belhumeur   | Hugo Bonatti      |
| 25. Januar 1992   | Lake Placid  | CO    | Trace Worthington | David Belhumeur   | Bernard Brandt    |
| 2. Februar 1992   | Oberjoch     | CO    | David Belhumeur   | Trace Worthington | Hugo Bonatti      |
| 1. März 1992      | Inawashiro   | CO    | Trace Worthington | David Belhumeur   | Hugo Bonatti      |
| 5. März 1992      | Madarao      | CO    | Trace Worthington | Hugo Bonatti      | David Belhumeur   |
| 8. März 1992      | Madarao      | CO    | Trace Worthington | Hugo Bonatti      | David Belhumeur   |
| 14. März 1992     | Zauchensee   | CO    | Trace Worthington | David Belhumeur   | Sergei Schuplezow |

## Frauen

### Weltcupwertungen
| Rang | Name                 | Punkte |
| ---- | -------------------- | ------ |
| 1.   | Conny Kissling       | 22     |
| 2.   | Maja Schmid          | 15     |
| 3.   | Jilly Curry          | 13     |
| 4.   | Donna Weinbrecht     | 12     |
| 5.   | Kirstie Marshall     | 11     |
| 6.   | Sharon Petzold       | 11     |
| 7.   | Stine Lise Hattestad | 10     |
| 8.   | Raphaëlle Monod      | 10     |
| 9.   | Colette Brand        | 10     |
| 10.  | Kristean Porter      | 10     |

| Rang | Name                | Punkte |
| ---- | ------------------- | ------ |
| 1.   | Kirstie Marshall    | 103    |
| 2.   | Colette Brand       | 91     |
| 3.   | Marie Lindgren      | 83     |
| 4.   | Elfie Simchen       | 81     |
| 5.   | Hilde Synnøve Lid   | 67     |
| 6.   | Sue Michalski-Cagen | 63     |
| 7.   | Kristean Porter     | 58     |
| 8.   | Jilly Curry         | 43     |
| 9.   | Nikki Stone         | 42     |
| 10.  | Lina Cheryazova     | 41     |

| Rang | Name                 | Punkte |
| ---- | -------------------- | ------ |
| 1.   | Donna Weinbrecht     | 96     |
| 2.   | Stine Lise Hattestad | 84     |
| 3.   | Raphaëlle Monod      | 83     |
| 4.   | Birgit Stein-Keppler | 69     |
| 5.   | Tatjana Mittermayer  | 67     |
| 6.   | Liz McIntyre         | 56     |
| 7.   | Petra Moroder        | 51     |
| 8.   | LeeLee Morrison      | 36     |
| 9.   | Silvia Marciandi     | 30     |
| 10.  | Ann Battelle         | 21     |

| Rang | Name             | Punkte |
| ---- | ---------------- | ------ |
| 1.   | Conny Kissling   | 96     |
| 2.   | Sharon Petzold   | 86     |
| 3.   | Cathy Féchoz     | 73     |
| 4.   | Annika Johansson | 68     |
| 5.   | Julia Snell      | 66     |
| 6.   | Karen Hunter     | 61     |
| 7.   | Monika Kamber    | 59     |
| 8.   | Maja Schmid      | 41     |
| 9.   | Ellen Breen      | 37     |
| 10.  | Jelena Batalowa  | 32     |

| Rang | Name             | Punkte |
| ---- | ---------------- | ------ |
| 1.   | Conny Kissling   | 63     |
| 2.   | Maja Schmid      | 55     |
| 3.   | Jilly Curry      | 55     |
| 4.   | Katherina Kubenk | 43     |
| 5.   | Kristean Porter  | 15     |
| 5.   | Stacey Blumer    | 15     |
| 7.   | Kylie Gill       | 10     |
| 8.   | Natalja Orechowa | 4      |

### Podestplätze

#### Moguls
| Datum             | Ort          | Disz. | 1. Platz         | 2. Platz             | 3. Platz             |
| ----------------- | ------------ | ----- | ---------------- | -------------------- | -------------------- |
| 2. Dezember 1991  | Tignes       | MO    | Donna Weinbrecht | Stine Lise Hattestad | Liz McIntyre         |
| 12. Dezember 1991 | Zermatt      | MO    | Raphaëlle Monod  | Donna Weinbrecht     | Stine Lise Hattestad |
| 17. Dezember 1991 | Piancavallo  | MO    | Donna Weinbrecht | Stine Lise Hattestad | Raphaëlle Monod      |
| 21. Dezember 1991 | Morzine      | MO    | Donna Weinbrecht | Raphaëlle Monod      | LeeLee Morrison      |
| 11. Januar 1992   | Blackcomb    | MO    | Donna Weinbrecht | Maggie Connor        | Liz McIntyre         |
| 18. Januar 1992   | Breckenridge | MO    | Donna Weinbrecht | Silvia Marciandi     | Stine Lise Hattestad |
| 24. Januar 1992   | Lake Placid  | MO    | Donna Weinbrecht | Raphaëlle Monod      | Birgit Stein-Keppler |
| 1. Februar 1992   | Oberjoch     | MO    | Donna Weinbrecht | Stine Lise Hattestad | Tatjana Mittermayer  |
| 29. Februar 1992  | Inawashiro   | MO    | Donna Weinbrecht | Stine Lise Hattestad | Tatjana Mittermayer  |
| 7. März 1992      | Madarao      | MO    | Raphaëlle Monod  | Donna Weinbrecht     | Stine Lise Hattestad |
| 13. März 1992     | Zauchensee   | MO    | Raphaëlle Monod  | Donna Weinbrecht     | Stine Lise Hattestad |

#### Aerials
| Datum             | Ort          | Disz. | 1. Platz         | 2. Platz          | 3. Platz            |
| ----------------- | ------------ | ----- | ---------------- | ----------------- | ------------------- |
| 7. Dezember 1991  | Tignes       | AE    | Kirstie Marshall | Marie Lindgren    | Jilly Curry         |
| 11. Dezember 1991 | Zermatt      | AE    | Elfie Simchen    | Lina Cheryazova   | Colette Brand       |
| 15. Dezember 1991 | Piancavallo  | AE    | Kirstie Marshall | Colette Brand     | Marie Lindgren      |
| 12. Januar 1992   | Blackcomb    | AE    | Kirstie Marshall | Elfie Simchen     | Colette Brand       |
| 19. Januar 1992   | Breckenridge | AE    | Kirstie Marshall | Hilde Synnøve Lid | Sue Michalski-Cagen |
| 22. Januar 1992   | Montreal     | AE    | Kirstie Marshall | Marie Lindgren    | Colette Brand       |
| 25. Januar 1992   | Lake Placid  | AE    | Elfie Simchen    | Marie Lindgren    | Kristean Porter     |
| 2. Februar 1992   | Oberjoch     | AE    | Lina Cheryazova  | Kirstie Marshall  | Colette Brand       |
| 1. März 1992      | Inawashiro   | AE    | Nikki Stone      | Kirstie Marshall  | Colette Brand       |
| 5. März 1992      | Madarao      | AE    | Kirstie Marshall | Nikki Stone       | Colette Brand       |
| 8. März 1992      | Madarao      | AE    | Elfie Simchen    | Nikki Stone       | Colette Brand       |
| 14. März 1992     | Zauchensee   | AE    | Marie Lindgren   | Karin Kuster      | Colette Brand       |

#### Ballett
| Datum             | Ort          | Disz. | 1. Platz       | 2. Platz       | 3. Platz         |
| ----------------- | ------------ | ----- | -------------- | -------------- | ---------------- |
| 5. Dezember 1991  | Tignes       | AC    | Conny Kissling | Julia Snell    | Ellen Breen      |
| 10. Dezember 1991 | Zermatt      | AC    | Conny Kissling | Sharon Petzold | Jelena Batalowa  |
| 16. Dezember 1991 | Piancavallo  | AC    | Conny Kissling | Sharon Petzold | Karen Hunter     |
| 10. Januar 1992   | Blackcomb    | AC    | Conny Kissling | Cathy Féchoz   | Monika Kamber    |
| 16. Januar 1992   | Breckenridge | AC    | Conny Kissling | Sharon Petzold | Karen Hunter     |
| 17. Januar 1992   | Breckenridge | AC    | Conny Kissling | Sharon Petzold | Cathy Féchoz     |
| 23. Januar 1992   | Lake Placid  | AC    | Conny Kissling | Sharon Petzold | Annika Johansson |
| 31. Januar 1992   | Oberjoch     | AC    | Conny Kissling | Sharon Petzold | Cathy Féchoz     |
| 28. Februar 1992  | Inawashiro   | AC    | Conny Kissling | Ellen Breen    | Julia Snell      |
| 6. März 1992      | Madarao      | AC    | Julia Snell    | Conny Kissling | Sharon Petzold   |
| 12. März 1992     | Zauchensee   | AC    | Cathy Féchoz   | Conny Kissling | Sharon Petzold   |

#### Kombination
| Datum             | Ort          | Disz. | 1. Platz         | 2. Platz       | 3. Platz         |
| ----------------- | ------------ | ----- | ---------------- | -------------- | ---------------- |
| 7. Dezember 1991  | Tignes       | CO    | Conny Kissling   | Jilly Curry    | Katherina Kubenk |
| 12. Dezember 1991 | Zermatt      | CO    | Conny Kissling   | Maja Schmid    | Katherina Kubenk |
| 17. Dezember 1991 | Piancavallo  | CO    | Conny Kissling   | Maja Schmid    | Jilly Curry      |
| 12. Januar 1992   | Blackcomb    | CO    | Katherina Kubenk | Kylie Gill     | Maja Schmid      |
| 19. Januar 1992   | Breckenridge | CO    | Conny Kissling   | Jilly Curry    | Maja Schmid      |
| 25. Januar 1992   | Lake Placid  | CO    | Maja Schmid      | Conny Kissling | Kristean Porter  |
| 2. Februar 1992   | Oberjoch     | CO    | Jilly Curry      | Maja Schmid    | Conny Kissling   |
| 1. März 1992      | Inawashiro   | CO    | Conny Kissling   | Jilly Curry    | Katherina Kubenk |
| 5. März 1992      | Madarao      | CO    | Conny Kissling   | Jilly Curry    | Maja Schmid      |
| 8. März 1992      | Madarao      | CO    | Maja Schmid      | Conny Kissling | Jilly Curry      |
| 14. März 1992     | Zauchensee   | CO    | Conny Kissling   | Jilly Curry    | Stacey Blumer    |